# Centro de Comércio Internacional
O Centro de Comércio Internacional é uma entidade de direto privado criada em 1919. É responsável pela manutenção das diretrizes de comércio internacional, sendo um foro permamente para discussões comerciais. Dela vem os INCOTERMS - International Commercial Terms (termos de comércio internacional); resumidos em onze pontos, com a finalidade de regulamentar o funcionamento das transações comerciais entre importadores e exportadores de todo o mundo, atuando nas áreas de seguros, transportes, práticas bancárias e comerciais. Esta sedeada em Paris.